# Turny
Turny é uma comuna francesa na região administrativa de Borgonha-Franco-Condado, no departamento de Yonne. Estende-se por uma área de 25,15 km². Em 2010 a comuna tinha 699 habitantes (densidade: 27,8 hab./km²).